# Immortal Souls
Gli Immortal Souls sono una melodic death metal band formatasi nel 1986 in Finlandia.
Tra le caratteristiche principali delle loro canzoni, da menzionare il particolare cantato e i lavori di chitarra. I loro testi sono d'ispirazione dichiaratamente cristiana e, per tanto, catalogabili a pieno titolo come appartenenti al movimento del Christian metal.
Il gruppo ha pubblicato due full-length e il nuovo lavoro dovrebbe intitolarsi "Wintereich".

## Formazione

### Formazione attuale
- Aki Sarkioja - voce, basso
- Esa Sarkioja - chitarra
- Pete Loisa - chitarra
- Juha Kronqvist - batteria

### Ex componenti
- Jupe Hakola - batteria
- Antti Nykyri - batteria

## Discografia
- 1995 - Immortal Souls
- 1997 - Reflections of Doom
- 1999 - Divine Wintertime
- 2000 - The Cleansing
- 2001 - Under The Northern Sky
- 2003 - Ice Upon The Night
- 2005 - Once Upon A Time In The North
- 2007 - Impending Doom / Immortal Souls / War of Ages / Sleeping Giant / Seventh Star
- 2007 - Wintereich
- 2011 - IV: The Requiem for the Art of Death
- 2015 - Calm Before the Snowstorm
- 2015 - Wintermetal